# 御影インターナショナルこども園
御影インターナショナルこども園（みかげインターナショナルこどもえん）は、神戸市東灘区御影にある私立の認可外保育施設。

## 概要
認定こども園の基準に準じた施設・設備・職員配置で運営されている。
2014年4月開園。2015年9月、内閣総理大臣夫人安倍昭恵が名誉園長に就任した。